# Archivos Nacionales y Administración de Documentos

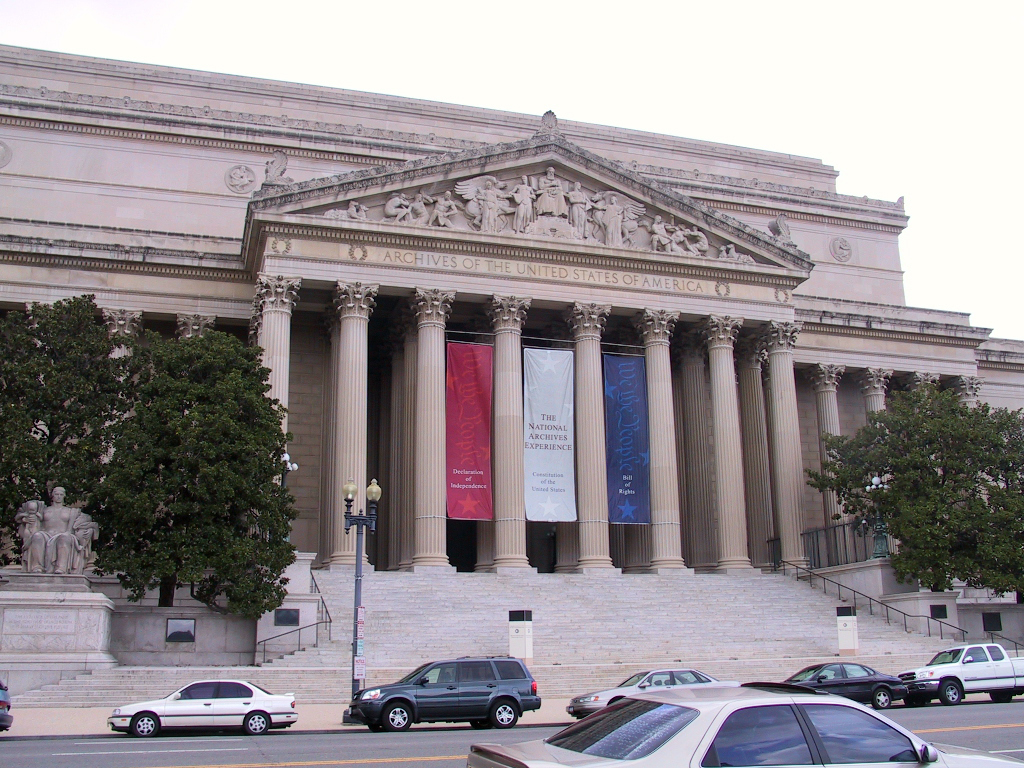
La fachada del edificio de los Archivos Nacionales en Constitution Avenue.

Los Archivos Nacionales y Administración de Documentos (National Archives and Records Administration, también conocida por su acrónimo NARA en inglés) es una agencia independiente adscrita al Gobierno federal de Estados Unidos, que protege y documenta los documentos gubernamentales e históricos para garantizar su acceso al público. La NARA es responsable de publicar las actas del Congreso de Estados Unidos, proclamaciones presidenciales, órdenes ejecutivas y regulaciones federales. La agencia trabaja de forma estrecha con investigadores y con el fin de facilitar sus investigaciones.

## Historia
Originalmente, cada rama y agencia del gobierno de Estados Unidos era responsable de mantener sus propios documentos, que a menudo daba lugar a la pérdida y destrucción de registros. En 1934, el Congreso creó mediante ley la Administración Nacional de Documentos con el fin de centralizar el cuidado de los archivos federales. Su jefe administrador recibe el título de «archivista de Estados Unidos». En 1949, la Administración Nacional de Archivos se incorporó a la Administración General de Servicios, pero en 1985 se convirtió en una agencia independiente, conocida como NARA (National Archives and Records Administration: Archivos Nacionales y Administración de Documentos).
La mayoría de los documentos al cuidado de la NARA son de dominio público, debido a que los trabajos del Gobierno federal están excluidos de la protección de derechos de autor. Sin embargo, algunos documentos que han entrado al cuidado de la NARA desde otras fuentes podrían todavía estar protegidos por derechos de autor o acuerdos de donante. La administración NARA también almacena documentos clasificados y los monitores de su Oficina de Vigilancia de Seguridad de Información establecen la política que corresponde a la clasificación de seguridad del sistema de Gobierno estadounidense.
Los holding de la NARA están clasificados en "grupos documentales" reflejando el departamento gubernamental o agencia del que son originarios. Los archivos incluyen documentos en papel, microfilms, fotogramas, videos y medios electrónicos.
Muchos de los documentos más solicitados de la administración NARA son utilizados frecuentemente para investigaciones genealógicas. Esto incluye los censos desde 1790 hasta 1930 así como listas de pasajeros de barcos y documentos de nacionalización.

## Instalaciones y exposición

### Edificio de los Archivos Nacionales

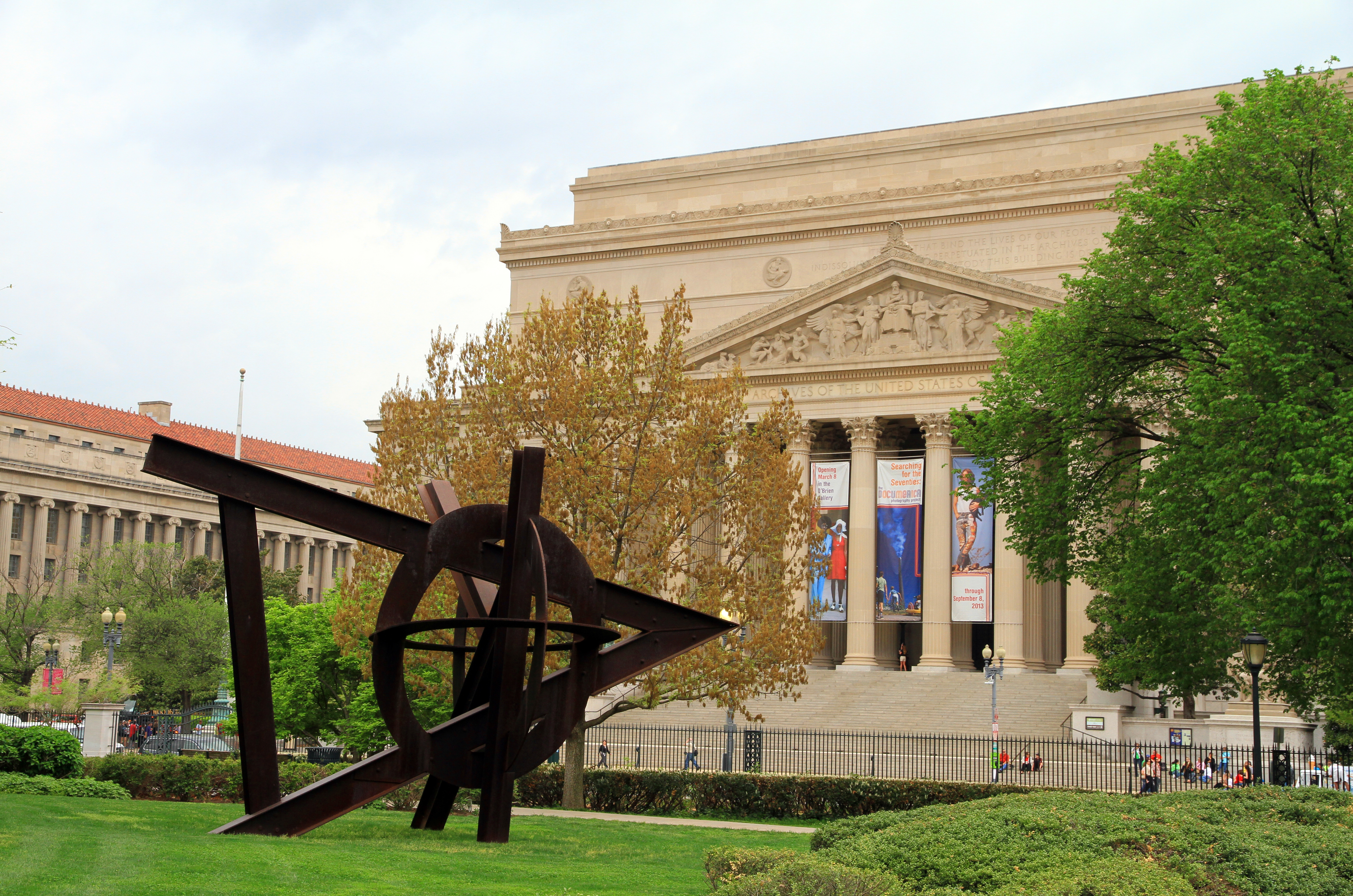
Archivos de Estados Unidos.

El edificio de los Archivos Nacionales, conocido de manera informal como Archives I, ubicado al norte del National Mall en Constitution Avenue (en la ciudad de Washington), abrió como su sede central original en 1935. Alberga las copias originales de los tres documentos de la formación de Estados Unidos y de su Gobierno:
- La Declaración de Independencia de Estados Unidos, 4 de julio de 1776.
- La Constitución de Estados Unidos, 17 de septiembre de 1787.
- La Carta de Derechos de Estados Unidos, 15 de diciembre de 1791.

Así como una Carta magna confirmada por Eduardo I de Inglaterra en 1297 que se presentó como cortesía de la Fundación Perot. Estos documentos están expuestos al público en la sala principal de los Archivos Nacionales que se llama la Rotonda de los Fueros de la Libertad. Las fotografías con flash de los documentos están prohibidas, porque los flashes pueden deteriorarlos con el tiempo. No hay ninguna línea para ver los documentos individualmente (aunque hay una línea para cruzar la propia rotonda, es una exhibición parcial lateral a través de la línea donde se conserva la Carta Magna) en los Archivos Nacionales y a los visitantes se les permite caminar de documento en documento según quieran.
El edificio de los Archivos Nacionales también muestra otros importantes documentos históricos de Estados Unidos como la Compra de Luisiana y la Proclamación de Emancipación, así como colecciones de fotografías y otros artefactos estadounidenses histórica y culturalmente significativos.

### Archivos Nacionales en College Park

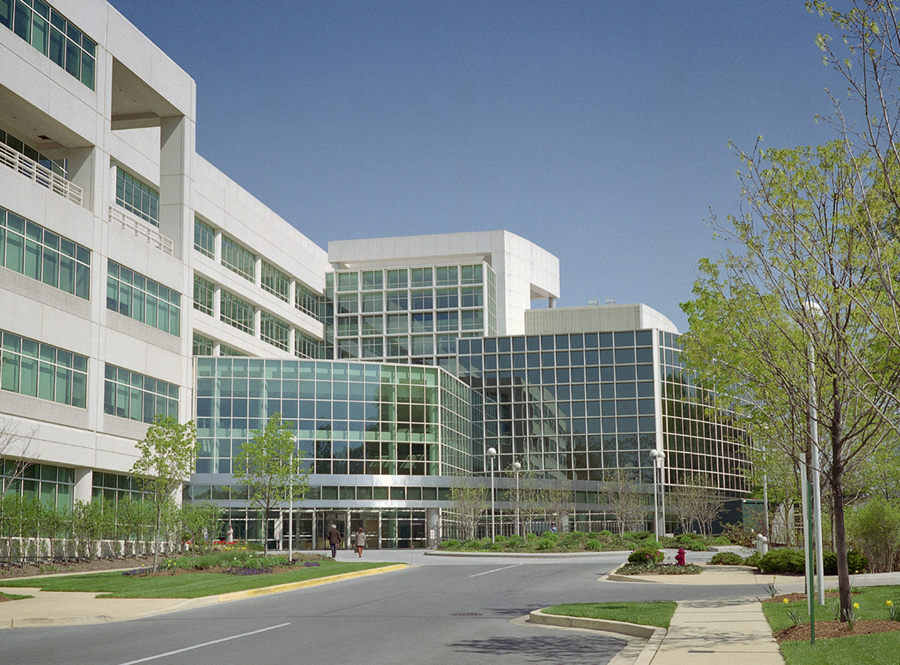
Instalación de la NARA en el College Park, perteneciente a la Universidad de Maryland.

Debido a las limitaciones de espacio, en 1994 la NARA abrió una segunda instalación, conocida de manera informal como Archives II, en el campus del College Park de la Universidad de Maryland. Las dos instituciones se ocupan de múltiples iniciativas.

### Instalaciones Regionales
También hay doce instalaciones de Archivos Regionales en todo Estados Unidos y dos grandes instalaciones en San Luis (Misuri) constituye el National Personnel Records Center. Sin embargo, el edificio de los Archivos Nacionales en el centro de Washington continúa teniendo una colección de archivos tan grande como todos los censos federales de grabaciones existentes, listas de pasajeros de barcos, archivos de unidades militares desde la Guerra de la Independencia de Estados Unidos hasta la guerra filipino-estadounidense, archivos del Gobierno Confederado y los archivos del Bureau de Freedmeny de las pensiones/tierras.

### Bibliotecas presidenciales
La administración NARA también mantiene las Bibliotecas Presidenciales de Estados Unidos, una red nacional de bibliotecas que conservan y abren al
público documentos de los Presidentes de Estados Unidos desde Herbert C. Hoover. Las Bibliotecas Presidenciales incluyen:
- Biblioteca y Museo Presidencial de Herbert Hoover en West Branch (Iowa).
- Biblioteca y Museo Presidencial de Franklin D. Roosevelt en Hyde Park (Nueva York).
- Biblioteca y Museo Presidencial de Harry S. Truman en Independence (Misuri).
- Biblioteca y Museo Presidencial de Dwight D. Eisenhower en Abilene (Kansas).
- Biblioteca y Museo Presidencial de John F. Kennedy en Boston (Massachusetts).
- Biblioteca y Museo Presidencial de Lyndon B. Johnson en Austin (Texas).
- Biblioteca y Museo Presidencial de Richard Nixon en Yorba Linda (California).
- Biblioteca Presidencial de Gerald R. Ford en Ann Arbor (Míchigan).
- Biblioteca y Museo Presidencial de Jimmy Carter en Atlanta (Georgia).
- Biblioteca y Museo Presidencial de Ronald Reagan en Simi Valley (California).
- Biblioteca y Museo Presidencial de George H. W. Bush en College Station (Texas).
- Biblioteca y Museo Presidencial de William J. Clinton en Little Rock (Arkansas).
- Biblioteca y Museo Presidencial de George W. Bush en Dallas (Texas).

Los Archivos Nacionales mantienen un Proyecto de Materiales Presidenciales de Nixon como en las instalación de Archivos II en College Park, Maryland. El "Proyecto Nixon" está transfiriendo actualmente (2007) todo su material a la recientemente abierta Biblioteca y Museo Presidencial de Richard Nixon en Yorba Linda (California).

### Controversia de 2006 sobre la reclasificación
En marzo de 2006, fue revelado (por parte de los Archivistas de Estados Unidos) en una audiencia pública un memorándum de conciliación entre la administración NARA y varias agencias gubernamentales que existían para "reclasificar", por ejemplo, renunciaron de publicar ciertos documentos en nombre de la seguridad nacional y lo hicieron de manera que los investigadores no pudieran descubrir el proceso.

### Alianza con Google
El 24 de febrero de 2006, la administración NARA lanzó una nota de prensa anunciando una empresa conjunta con la empresa estadounidense Google para digitalizar y ofrecer en línea los videos de NARA de manera gratuita.

### Otras alianzas
El 10 de enero de 2007, la administración NARA y la empresa Footnote lanzaron un proyecto para digitalizar documentos históricos y proporcionarlos en línea.
El 30 de julio de 2007, la administración NARA anunció que pondría miles de documentos históricos disponibles a la venta a través de la subsidiaria de Amazon.com, CreateSpace (antigua CustomFlix), especializada en la distribución de DVD, CD y libros bajo demanda.

## Archivista de Estados Unidos
El archivista de Estados Unidos es el oficial jefe de supervisión de operaciones de la NARA (Administración Nacional de Archivos y Registros). El primer archivista, R. D. W. Connor, empezó a servir en 1934, cuando el Congreso de Estados Unidos creó los Archivos Nacionales. Los archivistas sirvieron como oficiales subordinados en otras agencias gubernamentales hasta que la Administración Nacional de Archivos y Registros de Estados Unidos llegó a ser una agencia independiente el 1 de abril de 1985.